# Kungariket Dublin

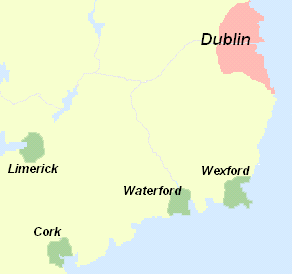
Viking Ireland

Kungariket Dublin eller Dyflin  var en historisk stat som omfattade staden Dublin och dess omkringliggande områden (ungefär motsvarande Dublin (grevskap)) mellan 853 och 1170. 
Det var en stadsstat som grundades av vikingar sedan de erövrat Dublin 840, och var den första och den mest långvariga av alla stater som grundades av vikingarna på Irland. 
Staten utgjorde centrum för slavhandeln i Dublin under 800- och 1000-talen. 
Kungariket Dublin erövrades av normanderna och inkorporerades i England som Lordship of Ireland, och blev den första del av Irland som erövrades av engelsmännen.